# 色恋寓話
『色恋寓話』（いろこいぐうわ）は、石田拓実による日本の漫画作品。
『ぶ〜け』（集英社）1998年3月号から6月号まで連載された。単行本全1巻。

## あらすじ
3人の男と付き合いながらも本気になれない史緒、史緒の元彼と付き合いながら他に本命がいる真雪、後輩と付き合っているが遠慮がちな奈巳。3人それぞれの恋の結末は……。

## 登場人物
斉木 史緒（さいき ふみお）
19歳。大学生（2回生）。「シンデレラごっこ」と称し、3人の王子（男）と付き合っている（三股）。
柳 真雪（やなぎ まゆき）
19歳。大学生（2回生）。色白の美人。史緒のことを恋愛対象として好き。
近藤 奈巳（こんどう なみ）
20歳。大学生（3回生）。真雪・史緒とは知り合って間もないため、あまり詳しく知らない。高校の後輩・圭太と付き合っている。
高見 直（たかみ なお）
真雪の彼氏、史緒の元彼。真雪の本当の気持ちを知っていて、お互い好き合っているわけではない。

## 「ラブ・メルヒェン」
『ぶ〜け』1998年POP&CASUAL増刊号に掲載された。本作の事実上の完結編である。次作『スプーン一杯の愛情』の2巻に収録されている。

## 書誌情報
- 石田拓実 『色恋寓話』 集英社 〈マーガレットコミックス〉、全1巻
  1. 1998年8月25日発売[1]、『ぶ〜け』1998年3月号 - 6月号、ISBN 4-08-848856-3
    - 血のしたたるおはぎ。（描きおろし）